# Aladdin Records

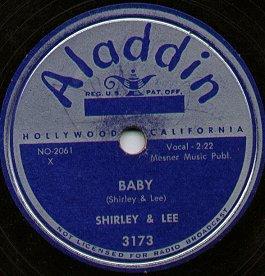
Etiqueta de un disco de Aladdin Records de 1952. Grabación de Shirley & Lee

Aladdin Records fue una compañía discográfica de Estados Unidos creada tras la Segunda Guerra Mundial, radicada en Hollywood, California. La compañía se fundó en 1945 por los hermanos Eddie, Leo e Ira Mesner y originalmente se llamó Philo Records, antes de cambiarlo a Aladdin en abril de 1946.
Aladdin Records tuvo muchas discográficas subsidiarias como Score (1948), Intro (1950), 7-11 (1952), Ultra (1955), Jazz West (1955) y Lamp (1956).
Aladdin fue conocida por su cantidad de grabaciones de rhythm & blues y primeros tiempos del rock & roll; también grabó algunas sesiones de jazz. Algunas de ellas se publicaron en la efímera imprenta Jazz West de la compañía.
Sumándose a Los Ángeles, muchos discos Aladdin se hicieron en Nueva Orleans, Luisiana, por Cosimo Matassa.
Entre los artistas que grabaron para Aladdin se incluyen a Amos Milburn, Louis Jordan, Shirley & Lee, Clarence "Gatemouth" Brown, the Five Keys, Lightnin' Hopkins, Dave Bartholomew, Gene & Eunice, Wynonie Harris, Thurston Harris, Johnny Ace, Charles Brown, Lee Allen, Lester Young, Nat "King" Cole, Billie Holiday, Al Hibbler, Helen Humes y muchos otros. Aunque la discográfica se especializó en música negra, también grabó con algunos artistas blancos, como Phil Sloan, compositor de canciones como "Eve of Destruction".
La compañía se vendió a Lew Chudd de Imperial Records en 1961 y hoy día es propiedad de Capitol Records.